# Eucalyptus muelleriana
Pour les articles homonymes, voir Stringybark jaune.
Espèce
Synonymes
- Eucalyptus dextropinea R.T.Baker[1]
- Eucalyptus muellerana S.W.L.Jacobs & J.Pickard orth. var.[1]
- Eucalyptus pilularis var. muelleriana (A.W.Howitt) Maiden[1]

Eucalyptus muelleriana, en anglais yellow stringybark (le stringybark jaune), est une espèce de plantes à fleurs  de la famille des Myrtaceae. C'est un assez grand arbre endémique du sud-est de l'Australie. Il a une écorce rugueuse et filandreuse sur le tronc et les branches, des feuilles adultes lancéolées plus ou moins courbes, des boutons floraux par groupes de sept à onze, des fleurs blanches et des fruits en forme de coupe plus ou moins sphériques.

## Description
Eucalyptus muelleriana atteint généralement une hauteur de 40 m et forme un lignotuber. Son écorce est rugueuse, filandreuse et grisâtre de la base du tronc aux branches les plus minces. Les jeunes plants et la repousse des taillis ont des feuilles en forme lancéolées, vert foncé brillant sur la face supérieure, plus pâles en dessous. Elles sont longues de 55 à 135 mm, larges de 10 à 50 mm et pétiolées. Les feuilles adultes sont lancéolées, plus ou moins courbes, vert brillant mais légèrement plus pâles sur la face inférieure. Elles sont longues de 80 à 200 mm, larges de 14 à 45 mm, sur un pétiole de 5 à 20 mm.

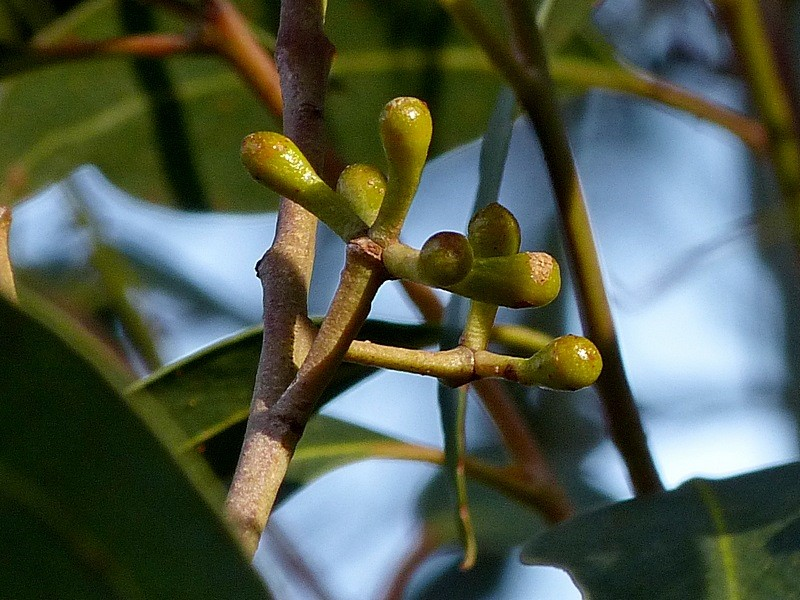
Boutons floraux.
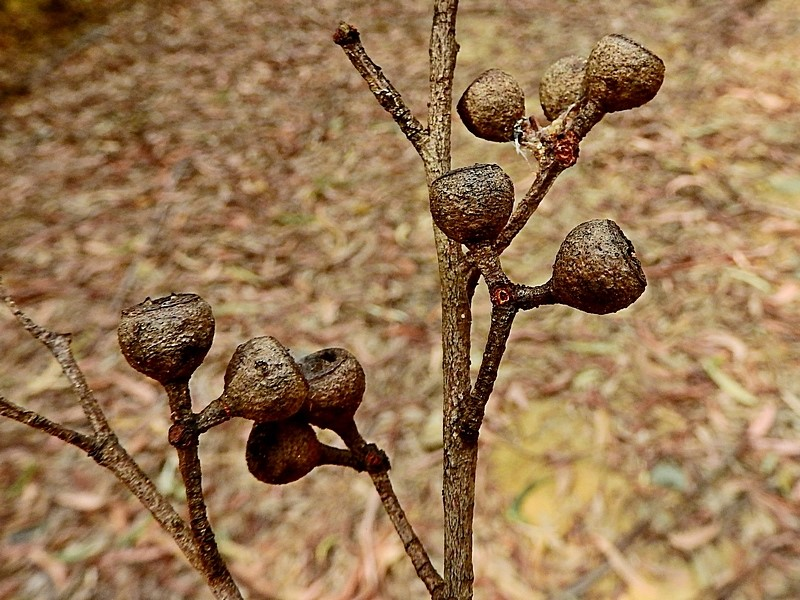
Fruits.

Les boutons floraux sont disposés à l'aisselle des feuilles par groupes de sept, neuf ou onze sur un pédoncule non ramifié de 5 à 20 mm, avec les boutons individuels sur des pédicelles 2 à 5 mm. Les boutons matures sont ovales, longs de 5 à 7 mm et larges de   3–4 mm, avec un opercule conique à arrondi. La floraison a lieu entre janvier et mai. Les fleurs sont blanches. Le fruit est une capsule ligneuse sphérique, raccourcie en coupe de 6 à 10 mm de long pour 7 à 12 mm de large, avec les valves au niveau du bout ou légèrement saillantes,,,.

## Taxonomie et dénomination
Eucalyptus muelleriana a été formellement décrit pour la première fois en 1891 par Alfred William Howitt dans la revue Transactions of the Royal Society of Victoria,. Son épithète spécifique honore le botaniste Ferdinand von Mueller.

## Distribution et habitat
Eucalyptus muelleriana pousse dans les forêts humides des plaines côtières, des plages et des escarpements depuis Wollongong en Nouvelle-Galles du Sud jusqu'à la péninsule Wilson dans l'État de Victoria,,. Il a également été planté en Nouvelle-Zélande,.

## Utilisation
Eucalyptus muelleriana fournit un bois de valeur, solide, durable et à grain droit, a été largement utilisé, en particulier dans l'État de Victoria pour fabriquer des poteaux et des pieux,.